# 8755 Querquedula
8755 Querquedula è un asteroide della fascia principale. Scoperto nel 1960, presenta un'orbita caratterizzata da un semiasse maggiore pari a 3,2231394 UA e da un'eccentricità di 0,1332920, inclinata di 1,38811° rispetto all'eclittica.